# Velká Británie na Zimních olympijských hrách 1952
Velkou Británii na Zimních olympijských hrách 1952 reprezentovalo 18 sportovců (8 mužů a 10 žen) v 3 sportech.

## Medailisté
| Medaile | Jméno                | Sport         | Disciplína       |
| ------- | -------------------- | ------------- | ---------------- |
| Zlato   | Jeannette Altweggová | Krasobruslení | Ženy jednotlivci |